# Дакр, Томас, 2-й барон Дакр из Гисленда
Томас Дакр (англ. Thomas Dacre; 25 ноября 1467, Гисленд, Камберленд, Королевство Англия — 24 октября 1525) — английский аристократ, 2-й барон Дакр из Гисленда с 1485 года, барон Грейсток jure uxoris с 1488 года. Рыцарь Бани, кавалер ордена Подвязки.

## Биография
Томас Дакр был старшим сыном Хамфри Дакра, 1-го барона Дакра из Гисленда, и его жены Мабель Парр. После смерти отца в 1485 году он унаследовал баронский титул и обширные владения в северных графствах — Камберленде, Йоркшире и Нортумберленде. В августе того же года Томас сражался при Босворте на стороне Ричарда III. Последний проиграл битву и погиб, его противник Генрих Тюдор занял престол. Дакр смог примириться с новым королём и даже завоевать его благосклонность.
В 1485 году барон был назначен заместителем смотрителя Марок на границе с Шотландией, позже — смотрителем Западных марок и, наконец, в 1509 году — главным смотрителем всех Марок. Известно, что король Шотландии Яков IV предоставил Дакру права на ловлю в реке Эск лосося с помощью специальных ловушек (апрель 1498). В 1503 году Томас был посвящён в рыцари Бани. 9 сентября 1513 года он сражался под началом Томаса Говарда, графа Суррея, при Флоддене, где вторгшиеся в Англию шотландцы потерпели сокрушительное поражение, а Яков IV был убит. Барон командовал конным отрядом, чья атака спасла лорда Эдмунда Говарда, командовавшего английским правым крылом. Именно он нашёл после битвы тело шотландского короля, сообщил об этом командующему и доставил тело в Бервик.
В 1518 году сэр Томас стал кавалером ордена Подвязки. Вместе со всеми другими рыцарями этого ордена он присутствовал при встрече Генриха VIII с королём Франции Франциском I на Поле золотой парчи. Дакр умер на шотландской границе 24 октября 1525 года, разбившись при падении с лошади, и был похоронен в семейной усыпальнице в аббатстве Ланеркост. Известно, что к тому моменту ему принадлежали приблизительно 70 тысяч акров земли в Камберленде, 30 тысяч в Йоркшире и 20 тысяч в Нортумберленде. Это были в том числе владения, приобретённые благодаря бракам Дакров с наследницами семей Грейстоков, Мултонов и Воксов, а также пожалования королей Генриха VII и Генриха VIII.
Барон был известен как «Строитель Дакр»: он построил ворота замка Науорт и поместил над ними свой герб с фамильным девизом, Fort en Loialte («Сильный в верности»).

## Семья
Томас Дакр был женат приблизительно с 1488 года на Элизабет Грейсток, 6-й баронессе Грейсток в своём праве, дочери сэра Роберта Грейстока и Элизабет Грей, наследнице обширных владений в ряде северных графств. В этом браке родились:
- Мабель, жена Генри Скрупа, 7-го барона Скрупа из Болтона[5];
- Элизабет, жена сэра Томаса Мусгрейва[6];
- Уильям, 3-й барон Дакр[7];
- Анна, жена Кристофера Коньерса, 2-го барона Коньерса[8];
- Мэри, жена Фрэнсиса Толбота, 5-го графа Шрусбери[9];
- Хамфри[10];
- Джейн[10].